# Perry Lang
Perry Lang (Palo Alto, 24 dicembre 1959) è un attore, sceneggiatore e regista statunitense.

## Biografia
Nato a Palo Alto, in California, esordisce nel mondo dello spettacolo come attore in serie televisive nei primi anni 70 e poi al cinema nel film Un mercoledì da leoni. Dagli anni '90 ha iniziato anche una carriera di regista televisivo, dirigendo episodi di serie come Arli$$, E.R. - Medici in prima linea, Millennium, Dawson's Creek, NYPD - New York Police Department, Nash Bridges, Fantasy Island, Weeds, Una mamma per amica, Army Wives - Conflitti del cuore, The Twilight Zone, Alias, Las Vegas, Jack & Bobby e Everwood.

## Filmografia parziale

### Cinema
- Un mercoledì da leoni (Big Wednesday), regia di John Milius (1978)
- Teen Lust, regia di James Hong (1978)
- 1941 - Allarme a Hollywood (1941), regia di Steven Spielberg (1979)
- Incubo infernale (The Hearse), regia di George Bowers (1980)
- Alligator, regia di Lewis Teague (1980)
- Il grande uno rosso (The Big Red One), regia di Samuel Fuller (1980)
- Branco selvaggio (Cattle Annie and Little Britches), regia di Lamont Johnson (1981)
- Il guerriero del ring (Body and Soul), regia di George Bowers (1981)
- Sahara, regia di Andrew V. McLaglen (1983)
- Un'estate pazzesca (Spring Break), regia di Sean S. Cunningham (1983)
- Mortuary Academy, regia di Michael Schroeder (1988)
- Allucinazione perversa (Jacob's Ladder), regia di Adrian Lyne (1990)
- Little Vegas, regia di Perry Lang (1990)
- Gli occhi del delitto (Jennifer Eight), regia di Bruce Robinson (1992)
- L'ultima missione (Men of War), regia di Perry Lang (1994)
- La costa del sole (Sunshine State), regia di John Sayles (2002)

### Televisione
- ABC Afterschool Specials – serie TV, 1 episodio (1977)
- I Fitzpatricks (The Fitzpatricks) – serie TV, episodio 1x10 (1977)
- James (James at 15) – serie TV, 1 episodio (1977)
- Spiaggia a Zuma (Zuma Beach), regia di Lee H. Katzin – film TV (1978)
- Sulle strade della California (Police Story) – serie TV, episodio 5x07 (1978)
- What Really Happened to the Class of '65? – serie TV, 1 episodio (1978)
- Alla conquista del West (How the West Was Won) – serie TV, episodio 3x04 (1979)
- Angeli volanti (Flying High) – serie TV, episodio 1x17 (1979)
- Bagliori di guerra (A Rumor of War), regia di Richard T. Heffron – miniserie TV (1980)
- Bay City Blues – serie TV, 8 episodi (1982-1983)
- M*A*S*H – serie TV, episodio 11x01 (1982)
- Un giustiziere a New York (The Equalizer) – serie TV, episodio 1x07 (1985)
- Miami Vice – serie TV, episodio 2x21 (1986)
- Un salto nel buio (Tales from the Darkside) – serie TV, episodio 3x15 (1987)
- Monsters – serie TV, episodio 1x02 (1988)
- China Beach – serie TV, 1 episodio (1989)
- Hawaii paradiso di sangue (Revealing Evidence: Stalking the Honolulu Strangler), regia di Daniel Pyne e John Mankiewicz – film TV (1990)
- The Bakery, regia di Peter Levin – film TV (1990)
- Civil Wars – serie TV, 1 episodio (1992)
- Vittima di un tradimento (Betrayed by Love), regia di John Power – film TV (1994)
- Dead Weekend, regia di Amos Poe – film TV (1995)
- Il commissario Scali (The Commish) – serie TV, episodio 4x16 (1995)
- NYPD - New York Police Department (NYPD Blue) – serie TV, episodio 3x16 (1996)
- Nash Bridges – serie TV, episodio 3x09 (1997)
- Popular – serie TV, episodio 1x16 (2000)
- Demon Town (Glory Days) – serie TV, 1 episodio (2002)
- The Book of Daniel – serie TV, 1 episodio (2006)